# 吾北村
吾北村（ごほくむら）は高知県の中部、吾川郡に属していた村。現在のいの町中部にあたる。

## 地理
- 山: 樫ヶ峰、陣ヶ森、鷹羽ヶ森、小式ヶ台、大森山、戸中山
- 河川: 小川川、上八川川

## 歴史
- 1956年（昭和31年）6月1日 - 小川村、清水村、下八川村、上八川村が合併して発足。
- 2004年（平成16年）10月1日 - 土佐郡本川村・吾川郡伊野町と合併して吾川郡いの町が発足。同日吾北村廃止。

## 交通

### 道路
- 国道194号
- 国道439号
- 高知県道293号西津賀才日比原線
- 高知県道294号奥の谷日比原線

### 路線バス
- 県交北部交通
- 嶺北観光自動車